# 브래저스강

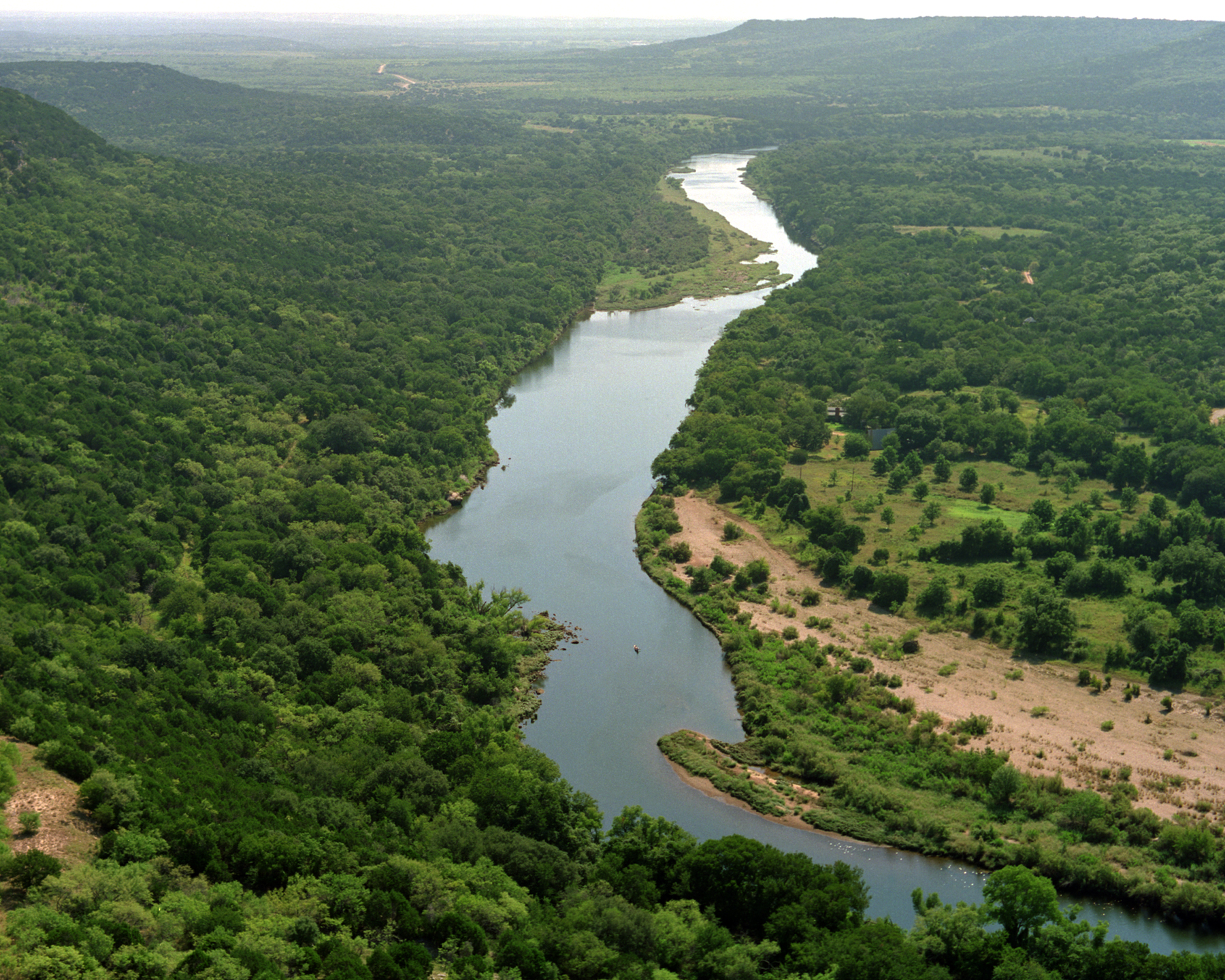
브래저스 강

브래저스강(영어: Brazos River)은 미국 텍사스주를 흐르는 강이다. 뉴멕시코주 커리군의 블랙워터 드로에 있는 수원지로부터 멕시코만 하구까지의 길이는 2,060km로 미국에서 11번째로 긴 강이다. 유역 면적은 11.6만 km2이다.